# Kaylin Whitney
Kaylin Whitney (Kissimmee, 9 de marzo de 1998) es una deportista estadounidense que compite en atletismo, especialista en las carreras de velocidad. Participó en los Juegos Olímpicos de Tokio 2020, obteniendo una medalla de bronce en el relevo 4 × 400 m mixto.

## Palmarés internacional
| Juegos Olímpicos | Juegos Olímpicos | Juegos Olímpicos  | Juegos Olímpicos |
| Año              | Lugar            | Medalla           | Prueba           |
| ---------------- | ---------------- | ----------------- | ---------------- |
| 2020             | Tokio (Japón)    | Medalla de bronce | 4 × 400 m mixto  |